# Бричаг, Георге
Георге Бричаг (рум. Gheorghe Briceag; 15 апреля 1928 — 16 августа 2008, Бельцы) — молдавский общественный деятель, правозащитник, диссидент. Участник антикоммунистического движения. Стал символом сопротивления советской оккупации Молдовы[нейтральность?].
Лауреат премии «Человек человеку» чешской неправительственной организации «Человек в беде» (2004).

## Биография
Георге Бричаг родился 15 апреля 1928 года. В 1940-е годы возглавил одну из первых ячеек антисоветского сопротивления, за что был приговорен к 10 годам лагерей и семи годам ссылки.
В последние годы Георге Бричаг стал одним из символом борьбы с коммунизмом в Республике Молдова. Он активно выступал против попыток местных коммунистов восстановить памятник Ленину в городе Бэлць. Бричаг обещал устроить акт самосожжения в знак протеста против установки памятника «вождю мирового пролетариата».
Георге Бричаг был членом Международной амнистии, та также заместителем председателя местного отделения Хельсинкского Комитета за права человека. В апреле 2005 года чешский фонд «Человек в беде» (Прага) присвоил ему премию «Человек человеку» за 2004 год «за вклад в защиту прав человека в Республике Молдова и сопротивление процессу восстановления символов советской идеологии».
Георге Бричаг умер 16 августа 2008 года. Похоронен на старом кладбище в муниципии Бэлць.